# Stoliczia bella
Stoliczia bella is een krabbensoort uit de familie van de Potamidae. De wetenschappelijke naam van de soort is voor het eerst geldig gepubliceerd in 1987 door Ng & H. P. Ng.